# John Mayall & the Bluesbreakers
John Mayall & the Bluesbrakers es una banda inglesa de Blues Rock originaria de Inglaterra y dirigida por el multiinstumentista, cantante y compositor John Mayall; cuya banda era conformada por: Eric Clapton, Jack Bruce, Peter Green, Mick Fleetwood, John McVie, Mick Taylor, Aynsley Dunbar, entre otros.

## Historia
The Bluesbreakers se formaron en enero de 1963, consolidándose como una banda en constante evolución con más de 100 combinaciones de músicos que han actuado bajo dicho nombre. Eric Clapton entró en 1965, unos pocos meses después de que estos sacaran su primer álbum. Clapton llevó las influencias del blues al frente del grupo, ya que él había dejado The Yardbirds para tocar dicho estilo.
El grupo perdió su contrato ese año con Decca, pero volvieron en 1966. El álbum Bluesbreakers with Eric Clapton (también conocido como The Beano Álbum, ya que Clapton aparecía en la portada leyendo una copia de dicho cómic) se editó posteriormente el mismo año; alcanzando el Top Ten en el Reino Unido.
Eric Clapton y Jack Bruce dejaron el grupo ese año para formar Cream. Peter Green sustituyó a Clapton en A Hard Road, tras dicho disco abandonó la banda para formar Fleetwood Mac. Finalmente, en 1969, fue reemplazado por Mick Taylor que más tarde formaría parte de The Rolling Stones.
Con algunas interrupciones, The Bluesbreakers han seguido en gira y sacando discos (50 hasta la fecha). En 2003, Eric Clapton, Mick Taylor y Chris Barber se unieron con la banda para el concierto de 70 cumpleaños de John Mayall en Liverpool —dicho concierto fue editado más tarde en CD y DVD. En 2004, con Buddy Whittington, Joe Yuele, Hank Van Sickle y Tom Canning, la banda estuvo de gira por el Reino Unido con Mick Taylor como artista invitado.
En noviembre de 2008 John Mayall anuncio en su web que la separación de The Bluesbreakers era debido a su gran carga de trabajo y para darse a sí mismo la libertad de tocar con otros músicos.

## Discografía

### Álbumes
- 1965: John Mayall Plays John Mayall (Decca*)
- 1966: Blues Breakers with Eric Clapton (Decca*)
- 1967: A Hard Road (Decca*)
- 1967: Bluesbreakers with Paul Butterfield (Decca EP single)
- 1967: Crusade (Decca*)
- 1967: Blues Alone (Ace of Clubs*)
- 1968: Diary of a Band Volume 1 (Decca*)
- 1968: Diary of a Band Volume 2 (Decca*)
- 1968: Bare Wires (Decca*)
- 1968: Blues from Laurel Canyon (Decca*)
- 1969: Looking Back (Decca*)
- 1969: Thru The Years (London)
- 1969: Primal Solos (Decca)
- 1969: The Turning Point (Polydor*)
- 1970: Empty Rooms (Polydor*)
- 1970: USA Unión (Polydor*)
- 1971: Back to the Roots (Polydor*)
- 1971: Memories (Polydor*)
- 1972: Jazz Blues Fusion (Polydor*)
- 1973: Moving On (Polydor)
- 1973: Ten Years Are Gone (Polydor)
- 1974: The Latest Edition (Polydor)
- 1975: New Year, New Band, New Company (ABC - One Way*)
- 1975: Notice to Appear (ABC - One Way*)
- 1976: Banquet in Blues (ABC - One Way*)
- 1977: Lots of People (ABC - One Way*)
- 1977: A Hard Core Package (ABC - One Way*)
- 1978: Last of the British Blues (ABC - One Way*)
- 1979: The Bottom Line (DJM)
- 1980: No More Interviews (DJM)
- 1982: Road Show Blues (DJM*)
- 1982: Return of the Bluesbreakers (Aim Australia)
- 1985: Behind the Iron Curtain (GNP Crescendo*)
- 1987: Chicago Line (Entente - Island*)
- 1988: The Power of the Blues (Entente*)
- 1988: Archives to Eighties (Polydor*)
- 1990: A Sense of Place (Island*)
- 1992: Cross Country Blues (One Way*)
- 1994: The 1982 Reunion Concert (One Way*)
- 1993: Wake Up Call (Silvertone*)
- 1995: Spinning Coin (Silvertone*)
- 1997: Blues for the Lost Days (Silvertone*)
- 1999: Padlock on the Blues (Eagle*)
- 1999: Rock the Blues Tonight (Indigo*)
- 1999: Live at the Marquee 1969 (Eagle*)
- 2000: Time Capsule (Private Stash) Edición limitada, solo en la web, ya no se edita
- 2001: UK Tour 2K (Private Stash) Edición limitada, solo en la web, ya no se edita
- 2001: Boogie Woogie Man (Private Stash*) Edición limitada, solo en la web
- 2001: Along For The Ride (Eagle/Red Ink*)
- 2002: Stories (Eagle/Red Ink*)
- 2003: No Days Off (Private Stash*) Edición limitada, solo en la web
- 2003: Rolling With The Blues (Shakedown UK*)
- 2003: 70th Birthday Concert CD & DVD (Eagle*)
- 2004: Cookin' Down Under DVD (Private Stash*) Edición limitada, solo en la web
- 2004: The Godfather of British Blues/Turning Point DVD (Eagle*)
- 2004: The Turning Point Soundtrack (Eagle*)
- 2005: Road Dogs (Eagle*)
- 2007: Live At The BBC (Decca*)
- 2007: In The Palace of the King (Eagle*)

### DVD
- 1982: Blues Alive VHS (reeditado en DVD en 2004 como Jammin' With the Blues Greats), un concierto filmado en junio de 1982 en New Jersey's Capitol Theater con la siguiente formación: John Mayall, Mick Taylor, John McVie, y Colin Allen, con Etta James, Junior Wells, Buddy Guy, y Albert King como invitados.
- 2003: 70th Birthday Concert CD & DVD (con Eric Clapton)
- 2004: The Godfather of British Blues/Turning Point DVD

### Solo en la web de John Mayall
- 2004: Cookin' Down Under DVD

## Integrantes
•Eric Clapton (1965-1966): Guitarrista, cantante y compositor de rock nacido en Surrey, Inglaterra, cuya participación destaca por su habilidad magistral con la guitarra eléctrica; fue integrante de la banda desde 1965 hasta 1966 para su integración al grupo musical Cream.
•Jack Bruce (1965-1966): Músico, compositor y cantante británico nacido en Bishopbriggs, Escocia, cuya participación en el grupo musical era ser bajista, y fue partícipe de la misma desde 1965 a 1966, al igual que Clapton, abandonó el proyecto con fines de integrarse al grupo Cream.
•Peter Green (1966-1967): Músico, compositor, multiinstrumentista y productor discográfico británico nacido en Londres, Inglaterra, sucesor de Clapton desde 1966 hasta agosto de 1967 cuando junto a otro integrante abandonó el grupo y pasó a ser el futuro fundador de Fleetwood Mac.
•Mick Taylor (1967 - 1969): Guitarrista británico nacido en Welwyn Garden City, Inglaterra, fue integrante de la banda desde el año 1967 hasta 1969, cuando comenzaría a formar parte de The Rolling Stones, como también en las giras conmemorativas de 1982-83 a 2004.
•Harvey Mandel: Guitarrista estadounidense nacido en Detroit, Michigan, fue partícipe de la banda por un lapso muy corto, hasta su abandono en 1969, para formar parte del grupo musical Canned Heat.
•Walker Trout (1984-1989): Cantante, guitarrista y compositor de música blues estadounidense nacido en Ocean City, Nueva Jersey, fue integrante de la banda con el papel de guitarrista principal de 1984 a 1989, cuando dejó plenamente el grupo para incorporarse al grupo Canned Heat. 
•Larry Taylor: Bajista estadounidense nacido en Nueva York, Estados Unidos,
•Don "Sugarcane" Harry (1960-1970): Violinista y guitarrista estadounidense nacido en Los Ángeles, California, cuyo lapso como integrante de la banda va de 1960 a 1970, siendo instrumentista del violín eléctrico hasta su abandono para integrarse en otro conjunto.
•Randy Resnick: guitarrista, compositor y saxofonista estadounidense nacido en Minneapolis, Minnesota.
•Aynsley Dunbar: baterista británico nacido en Liverpool, Inglaterra. 
•Dick Heckstakk-Smith (1967-1968): Saxofonista del jazz y blues inglés nacido en Ludlow, Shropshire.  
•Henry Lowther (1968): trompetista de jazz británico, nacido en Leicester, Inglaterra y el cual formó parte de la banda únicamente en 1968. 
•Coco Montoya (1980-1990): Guitarrista estadounidense nacido en Santa Mónica, California y cuya participación en el grupo fue de 10 años (de 1980 a 1990) tras Mayall oírlo tocar en un bar de Los Ángeles. 
•Jhonny Almond (1969): saxofonista británico nacido en Enfield, Inglaterra. Formó parte de la banda en 1969, realizando 1 gira y grabando The Turning Point y Empty Rooms, en la misma que conoció a Jon Mark, formando y abandonando el grupo Mark-Almond en 1970. 
•Jon Mark (1969): cantautor y guitarrista británico nacido en Falmouth, Inglaterra. Al igual que Almond solo fomo parte del grupo en 1969, realizando 1 gira y grabando The Turning Point y Vacuum Rooms para en 1970 formar el grupo Mark-Almond.